# トランス・アラスカ・パイプライン

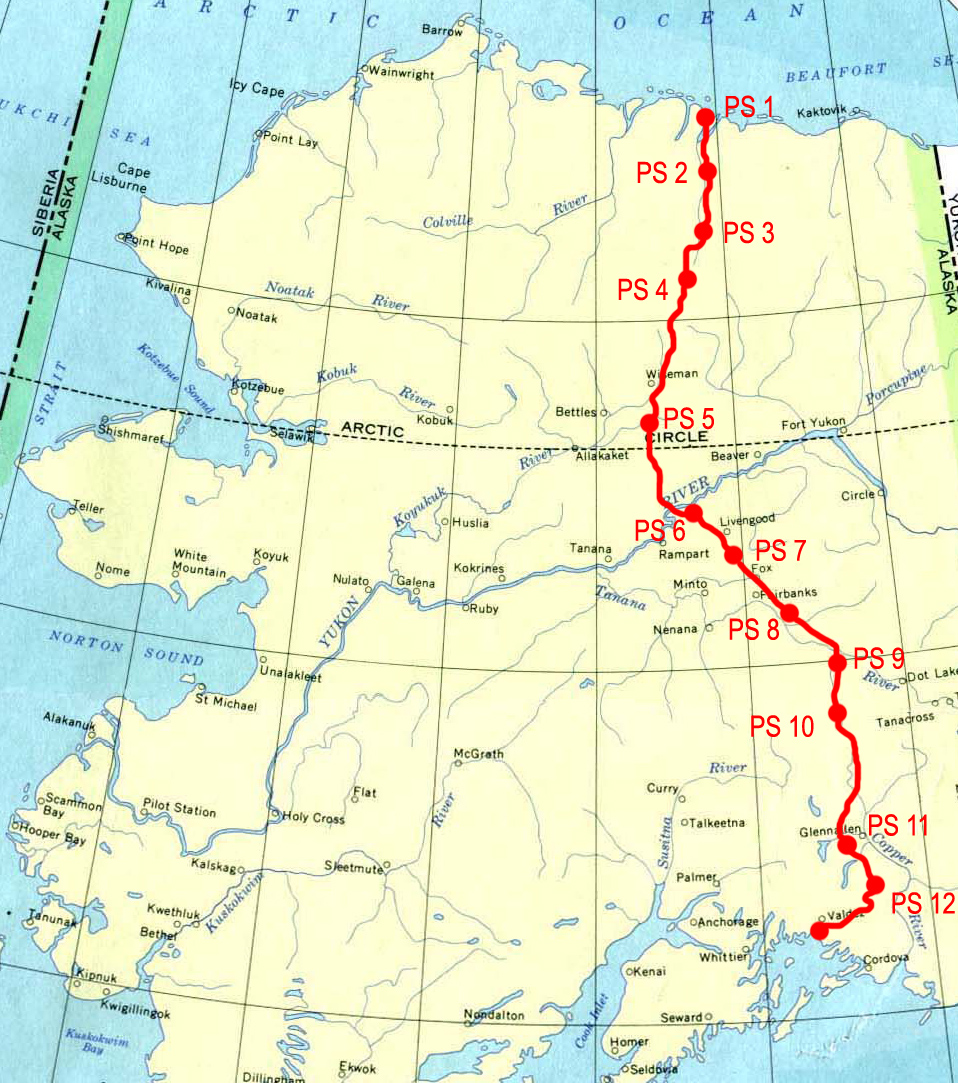
位置

トランス-アラスカ・パイプラインシステム (Trans-Alaska Pipeline System) は、アラスカを南北に縦断する石油パイプライン。総延長は約1300kmに及ぶ。
アメリカ合衆国・アラスカ州にあり、北部の油田地帯プルドーベイと南部の港バルディーズを結ぶ。1974年に工事が始まり、1977年に完成した。

## 構造
11のポンプステーションがあり、それぞれ4台のポンプで構成されている。電動式のポンプはディーゼル若しくは天然ガスで発電された電気で作動する。計画時には12のポンプステーションが予定されていたが、実際に建設されたのは11だった。
一部の地域では永久凍土上にパイプラインが敷設されており、パイプラインの熱で永久凍土が融けないように杭にはヒートパイプが採用されており、地中の温度が大気温より高い場合は伝導して地中の温度を放熱器から放熱する事により地中の温度を冷やし、大気の温度の方が地中の温度よりも高い場合には熱を遮断する構造になっており、永久凍土が溶け出すことを防ぐ構造になっている。これにより、打ち込む杭の深さが浅くても済むようになっている。
パイプの直径は48インチ（1,219ミリメートル）で、全て日本製（当時の新日本製鐵）であり、厳しい温度変化による金属の伸び縮みを考慮した結果ジグザグに配置されている。

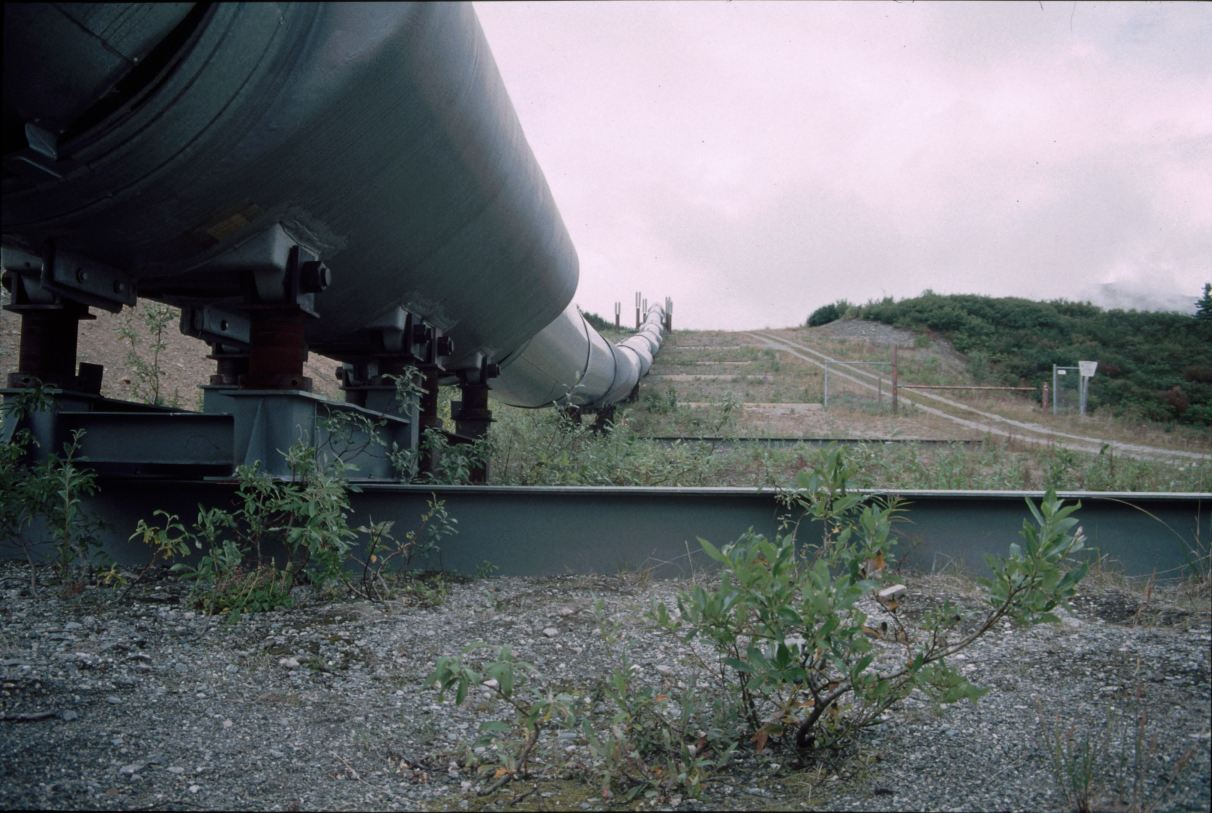
丘の向こうへと続くパイプライン
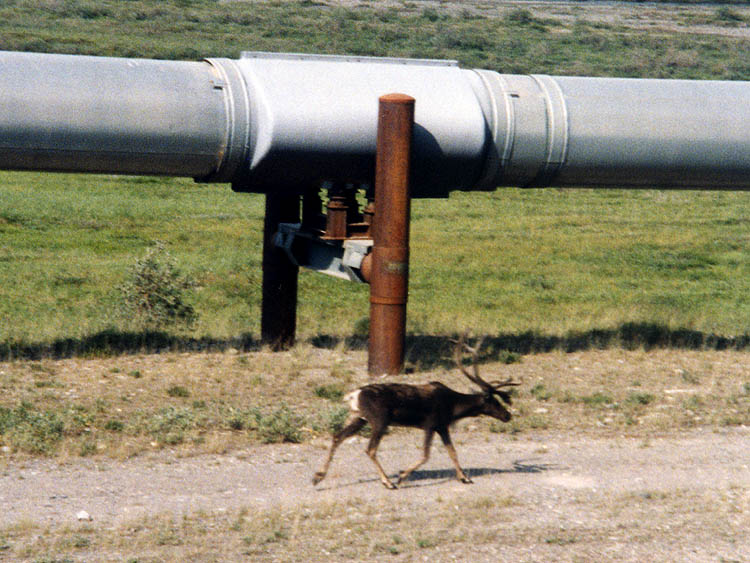
野生動物の通行を妨げないためにも地上から浮かしてある。
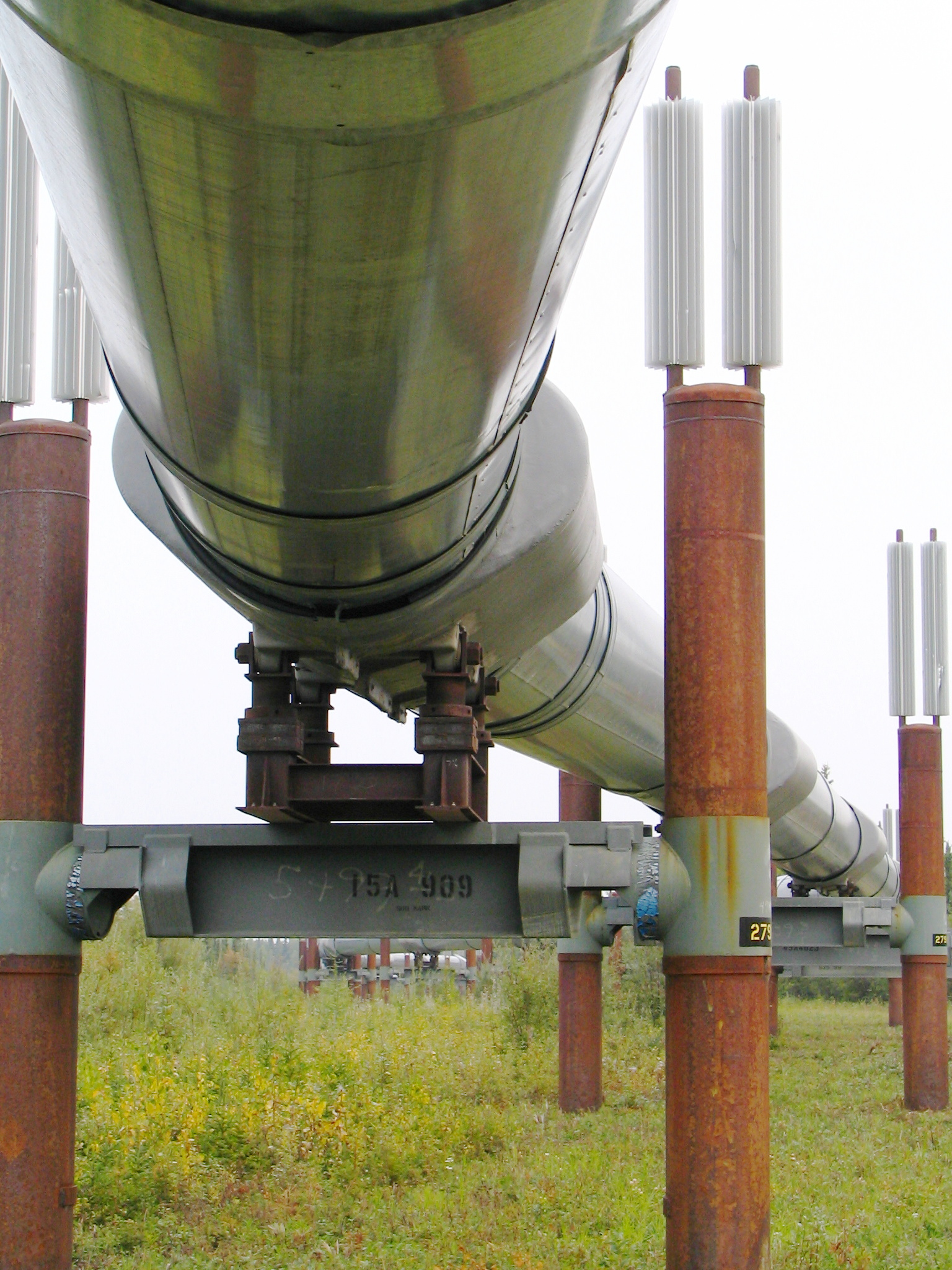
下から見たパイプライン。ヒートパイプと熱交換器が見える。